# Биккинин, Ренат Айсович
Ренат Айсович Биккинин (род. 9 марта 1979, Саранск) — российский борец греко-римского стиля, чемпион Европы, обладатель Кубка мира, чемпион России. Заслуженный мастер спорта России.

## Карьера
В августе 2001 года в Москве стал серебряным призёром Гран-при Ивана Поддубного, уступив в финале Гейдару Мамедалиеву. В январе 2002 года в Ульяновске стал серебряным призёром чемпионата России, в финале проиграл Гейдару Мамедалиеву. В апреле 2002 года в финском городе Сейняйоки одолев в финале болгарина Танио Тенева стал чемпионом Европы. В феврале 2004 года вновь завоевал серебряную медаль на Гран-при Ивана Поддубного, уступив золото Мамедалиеву.

## Спортивные результаты
- Чемпионат мира среди студентов 2000 — ;
- Кубок мира по борьбе 2001 (команда) — ;
- Кубок мира по борьбе 2001 — ;
- Чемпионат России по греко-римской борьбе 2002 — ;
- Чемпионат Европы по борьбе 2002 — ;
- Чемпионат России по греко-римской борьбе 2003 — ;